# Lista światowego dziedzictwa UNESCO w Grecji
Lista światowego dziedzictwa UNESCO w Grecji – lista miejsc w Grecji wpisanych na listę światowego dziedzictwa UNESCO, ustanowionej na mocy konwencji w sprawie ochrony światowego dziedzictwa kulturowego i naturalnego, przyjętej przez UNESCO na 17. sesji w Paryżu 16 listopada 1972 i ratyfikowanej przez Grecję 17 lipca 1981 roku.
Obecnie (stan na wrzesień 2023 roku) na liście znajduje się dziewiętnaście obiektów: siedemnaście dziedzictwa kulturowego i dwa o charakterze przyrodniczo-kulturowym.
Na greckiej liście informacyjnej UNESCO – liście obiektów, które Grecja zamierza rozpatrzyć do zgłoszenia do wpisu na listę światowego dziedzictwa, znajduje się trzynaście obiektów (stan na wrzesień 2023 roku).

## Obiekty na liście światowego dziedzictwa UNESCO
Poniższa tabela przedstawia greckie obiekty na liście światowego dziedzictwa UNESCO:
Nr ref. – numer referencyjny UNESCO;
Obiekt – polskie tłumaczenie nazwy wpisu na liście wraz z jej angielskim oryginałem;
Położenie – miasto, region; współrzędne geograficzne;
Typ – klasyfikacja według Komitetu Światowego Dziedzictwa:
- kulturowe (K),
- przyrodnicze (P),
- kulturowo–przyrodnicze (K,P);

Rok wpisu – roku wpisu na listę i rozszerzenia wpisu;
Opis – krótki opis obiektu wraz z informacjami o jego zagrożeniu.
| Nr ref. | Obiekt | Zdjęcie | Położenie | Typ                          | Rok  | Opis |
| ------- | --- | ------- | --- | ---------------------------- | ---- | --- |
| 392     | Świątynia Apollina Epikuriosa w Bassaj Temple of Apollo Epicurius at Bassae |         | Bassaj, Peloponez 37°26′05,9″N 21°53′49,0″E/37,434980 21,896940 | K (i)(ii)(iii)               | 1986 | Świątynia Apollona, wzniesiona ok. poł. V w. p.n.e. Świątynię zaprojektowano w taki sposób, aby reprezentowane w niej były wszystkie greckie porządki architektoniczne: dorycki, joński i koryncki. Znaleziono tu najstarsze kapitele korynckie. |
| 393     | Stanowisko archeologiczne w Delfach Archaeological Site of Delphi |         | Fokida, Grecja Środkowa 38°28′53,4″N 22°29′46,2″E/38,481490 22,496170 | K (i)(ii)(iii)(iv)(vi)       | 1987 | Sanktuarium panhelleńskie w Delfach, gdzie znajdowała się świątynia Apollina z wyrocznią. W świątyni przechowywano omfalos – „pępek świata”. |
| 404     | Akropol ateński Acropolis, Athens |         | Ateny, Attyka 37°58′15,1″N 23°43′34,2″E/37,970870 23,726180 | K (i)(ii)(iii)(iv)(vi)       | 1987 | Akropol wzniesiony w okresie archaicznym na wzgórzu w Atenach, przebudowany z inicjatywy Peryklesa przez Fidiasza – powstał tu wówczas kompleks świątyń: Partenon, Erechtejon, Apteros, sanktuarium Artemidy Brauronia i Propyleje. W pracach uczestniczyli także inni architekci greccy jak Iktinos czy Mnesikles. |
| 454     | Góra Athos Mount Athos |         | Athos 40°09′26″N 24°19′35″E/40,157222 24,326389 | K, P (i)(ii)(iv)(v)(vi)(vii) | 1988 | Athos – od 1054 roku duchowy ośrodek prawosławia; „Święta Góra”; z własną autonomią. Znajduje się tu wiele klasztorów, z których 20 zamieszkuje 1400 mnichów. |
| 455     | Meteory Meteora |         | Tesalia 39°42′51,0″N 21°37′52,0″E/39,714167 21,631111 | K, P (i)(ii)(iv)(v)(vii)     | 1988 | 24 prawosławne klasztory eremickie z XV w. położone na szczytach skał w masywie skalnym Meteory. |
| 456     | Wczesnochrześcijańskie i bizantyńskie zabytki w Salonikach Paleochristian and Byzantine Monuments of Thessalonika |         | Saloniki, Macedonia Środkowa 40°38′18,0″N 22°57′54,0″E/40,638330 22,965000 | K (i)(ii)(iv)                | 1988 | Założone w 315 p.n.e., Saloniki były stolicą prowincji rzymskiej i jednym z pierwszych ośrodków rozprzestrzeniania się chrześcijaństwa. W mieście znajduje się wiele kościołów wzniesionych na przestrzeni IV–XV w. na planie centralnym, bazylikowym lub łączącym cechy ich obu, których wnętrza zdobią mozaiki charakterystyczne dla sztuki wczesnochrześcijańskiej. |
| 491     | Sanktuarium Asklepiosa w Epidauros Sanctuary of Asklepios at Epidaurus |         | Epidauros, Peloponez 37°35′53″N 23°04′29″E/37,598056 23,074722 | K (i)(ii)(iii)(iv)(vi)       | 1988 | Od VI w. p.n.e. ośrodek kultu Asklepiosa. Zachowane pozostałości zabudowań: świątynie i zabudowania szpitalne poświęcone bogom uzdrowicielom, oraz amfiteatr pochodzą z IV w. p.n.e. |
| 493     | Średniowieczne miasto Rodos Medieval City of Rhodes |         | Rodos, Wyspy Egejskie Południowe 36°26′50,0″N 28°13′40,0″E/36,447220 28,227780 | K (ii)(iv)(v)                | 1988 | Wyspę Rodos w latach 1309–1523 zajmowali joannici, którzy wznieśli tu miasto warowne. Następnie wyspa przechodziła kolejno w ręce tureckie i włoskie. W Górnym Mieście o zabudowie gotyckiej, znajduje się m.in. Pałac Wielkich Mistrzów Zakonu Joannitów z XIV w., szpital joannitów, a w Dolnym Mieście – zabudowania z okresu osmańskiego. |
| 511     | Stanowisko archeologiczne w Mistrze Archaeological Site of Mystras |         | Lakonia, Peloponez 37°04′50,0″N 22°22′00,0″E/37,080560 22,366670 | K (ii)(iii)(iv)              | 1989 | Mistra została wybudowana na planie amfiteatralnym wokół XIII w. twierdzy przez władcę Księstwa Achai Wilhelma II Villehardouin. Zdobyta przez Bizancjum, a później okupowana przez Turków i Wenecjan, opuszczona w 1832 roku. Do XXI w. zachował się zespół średniowiecznych ruin. |
| 517     | Stanowisko archeologiczne w Olimpii Archaeological Site of Olympia |         | Elida, Grecja Zachodnia 37°38′18″N 21°40′00″E/37,638333 21,666667 | K (i)(ii)(iii)(iv)(vi)       | 1989 | Od ok. XII w. p.n.e. Olimpia była ośrodkiem kultu Zeusa. Od 776 roku p.n.e. miejsce igrzysk olimpijskich. Ne terenie Olimpii zachowały się pozostałości wielu budowli sanktuarium, m.in. świątyni Hery, świątyni Zeusa i stadionu. |
| 530     | Delos |         | Cyklady, Wyspy Egejskie Południowe 37°23′50,0″N 25°16′00,0″E/37,397222 25,266670 | K (ii)(iii)(iv)(vi)          | 1990 | Delos – niewielka wyspa archipelagu Cyklad, według mitologii, miejsce narodzin Apollina. Ośrodek kultu Apollina. Do XXI w. zachowały się pozostałości ogromnego kompleksu świątynnego. |
| 537     | Klasztory Dafni, Osios Lukas i Nea Moni na Chios Monasteries of Daphni, Hosios Loukas and Nea Moni of Chios |         | Beocja, Grecja Środkowa 38°00′47″N 23°38′09″E/38,013056 23,635833 Chaidari, Attyka 38°23′43,7″N 22°44′48,0″E/38,395472 22,746667 Chios, Wyspy Egejskie Północne 38°22′26,6″N 26°03′21,7″E/38,374056 26,056028 | K (i)(iv)                    | 1990 | Trzy klasztory – Osios Lukas w Fokidzie, w okolicach Delf, Dafni w Attyce, koło Aten i Nea Moni na Chios charakteryzują się wspólnymi cechami architektonicznymi i estetycznymi. Wzniesione na planie centralnym, przekryte kopułami wspartymi na narożnych trompach, umożliwiających przejście do planu ośmiobocznego. W XI i XII w. zostały ozdobione dekoracją z marmuru oraz mozaikami na złotym tle, charakterystycznymi dla renesansu bizantyjskiego.                                                      |
| 595     | Pitagorejon i Herajon na wyspie Samos Pythagoreion and Heraion of Samos |         | Samos, Wyspy Egejskie Północne 37°42′04,4″N 26°52′07,6″E/37,701208 26,868783 37°40′19″N 26°53′08″E/37,671944 26,885556                                                                                        | K (ii)(iii)                  | 1992 | Ruiny starożytnych budowli na wyspie Samos: Pitagorejonu – warownego miasta portowego z pozostałościami budowli greckich i rzymskich, m.in. tunelu Eupalinosa – podziemnego akweduktu i herajonu – sanktuarium Hery. |
| 780     | Stanowisko archeologiczne w Ajgaj (współczesna nazwa Wergina) Archaeological Site of Aigai (modern name Vergina) |         | Imatia, Macedonia Środkowa 40°28′17,0″N 22°19′06,0″E/40,471390 22,318328 | K (i)(iii)                   | 1996 | Ajgaj była pierwszą stolicą królestwa Macedonii. Do XXI w. zachowały się ruiny monumentalnego pałacu o bogatej dekoracji mozaikowej i polichromowanych stiukach oraz nekropola z ponad trzystoma grobami w formie kopców, m.in. grobowcem Filipa II Macedońskiego, ojca Aleksandra Macedońskiego. |
| 941     | Stanowiska archeologiczne w Mykenach i Tyrynsie Archaeological Sites of Mycenae and Tiryns |         | Argolida, Peloponez 37°43′50″N 22°45′00″E/37,730556 22,750000 | K (i)(ii)(iii)(iv)(vi)       | 1999 | Ruiny dwóch największych miast cywilizacji mykeńskiej (XV–XII w. p.n.e.): Myken i Tyrynsu. |
| 942     | Zabytkowe centrum (Chora) z klasztorem Św. Jana Teologa oraz Jaskinią Apokalipsy na wyspie Patmos The Historic Centre (Chorá) with the Monastery of Saint-John the Theologian and the Cave of the Apocalypse on the Island of Pátmos |         | Patmos, Wyspy Egejskie Południowe 37°17′50″N 26°33′00″E/37,297222 26,550000 | K (iii)(iv)(vi)              | 1999 | Według legendy, na Patmos, Jan Teolog miał doświadczyć wizji spisanych w księdze Apokalipsy. Pod koniec X w. wzniesiono tu zespół klasztorny św. Jana Teologa, który stał się celem pielgrzymek oraz ośrodkiem nauczania greckiej religii prawosławnej. |
| 978     | Korfu Old Town of Corfu |         | Korfu, Wyspy Jońskie 39°37′16,2″N 19°55′29,0″E/39,621164 19,924722 | K (iv)                       | 2007 | Stare Miasto Korfu wraz z zespołem bizantyjskich fortyfikacji. |
| 1517    | Stanowisko archeologiczne Filippi Archaeological Site of Philippi |         | Kawala Macedonia Wschodnia i Tracja 41°00′47″N 24°17′11″E/41,013056 24,286389 | K, P (iii)(iv)               | 2016 | Ruiny warownego miasta założonego w 356 r. p.n.e. przez króla Macedonii Filipa II Macedońskiego, nazywane „małym Rzymem”. Do XXI w. zachowały się pozostałości murów, bramy, teatrów i heroonu z okresu hellenistycznego, a także liczne budynki użyteczności publicznej z czasów rzymskich, m.in. budowli forum i świątyń w części północnej. W latach 49–50 p.n.e. w Filippi działał Paweł z Tarsu a miasto stało się ośrodkiem chrześcijaństwa. Z tego okresu pochodzą ruiny bazylik wczesnochrześcijańskich. |
| 1695    | Krajobraz kulturowy Zagori Zagori Cultural Landscape |         | Epir 39°52′00″N 20°42′00″E/39,866667 20,700000 | K, P (v)                     | 2023 | |

## Obiekty na greckiej Liście Informacyjnej UNESCO
Poniższa tabela przedstawia obiekty na greckiej Liście Informacyjnej UNESCO:
Nr ref. – numer referencyjny UNESCO;
Obiekt – polska nazwa obiektu wraz z jej angielskim oryginałem na greckiej Liście Informacyjnej;
Położenie – miasto, region; współrzędne geograficzne;
Typ – klasyfikacja według zgłoszenia:
- kulturowe (K),
- przyrodnicze (P),
- kulturowo–przyrodnicze (K,P);

Rok wpisu – roku wpisu na Listę Informacyjną;
Opis – krótki opis obiektu wraz z informacjami o jego zagrożeniu.
| Nr ref. | Obiekt | Zdjęcie | Położenie | Typ                       | Rok  | Opis |
| ------- | --- | ------- | --- | ------------------------- | ---- | --- |
| 5855    | Późnośredniowieczne fortyfikacje w Grecji Late Medieval Bastioned Fortifications in Greece Fortyfikacje Korfu Forteca na Zakintos Forteca Koroni Forteca Metoni Bourtzi–Palamidi–Akronauplia Forteca Koules Forteca Firkas Fortyfikacje Rodos Forteca w Mitylenie                                           |         | Korfu, Wyspy Jońskie 39°37′28,3″N 19°55′42,2″E/39,624538 19,928385 Zakintos, Wyspy Jońskie 37°47′22,0″N 20°53′31,0″E/37,789444 20,891944 Koroni, Mesenia, Peloponez 36°48′54,0″N 21°42′00,0″E/36,815000 21,700000 Metoni, Mesenia, Peloponez 36°48′54,0″N 21°42′00,0″E/36,815000 21,700000 Bourtzi, Peloponez 37°34′11″N 22°47′26″E/37,569722 22,790556 Palamidi, Peloponez 37°33′43″N 22°48′15″E/37,561944 22,804167 Akronauplia, Peloponez 37°34′00″N 22°48′00″E/37,566667 22,800000 Heraklion, Kreta 35°20′40,4″N 25°08′12,3″E/35,344548 25,136743 Chania, Kreta 35°31′05,7″N 24°00′49,2″E/35,518245 24,013659 Rodos 36°26′42,0″N 28°13′37,2″E/36,445000 28,227000 Mitylena, Wyspy Egejskie 39°06′36,4″N 26°33′42,6″E/39,110116 26,561829 | K (ii)(iv)(v)             | 2014 | Dwanaście, dobrze zachowanych fortec z okresu późnego średniowiecza. |
| 5856    | Park Narodowy Dadia-Lefkimi-Souflion National Park of Dadia - Lefkimi - Souflion |         | Macedonia Wschodnia i Tracja 41°07′59″N 26°13′01″E/41,133056 26,216944 | P (x)                     | 2014 | Park narodowy obejmujący leśne tereny wschodnich Rodopów. Występuje tu 360–400 gatunków roślin (w tym 26 storczykowatych), 104 gatunki motyli, 12–13 gatunków płazów, 29 gatunków gadów, 60–65 gatunków ssaków (w tym 24 gatunki nietoperzy) i ponad 200 gatunków ptaków – w tym 36 z 38 europejskich gatunków ptaków drapieżnych, w tym trzy z czterech gatunków sepów europejskich: sęp kasztanowaty, sęp płowy i ścierwnik. |
| 5857    | Starożytne Lawrio Ancient Lavrion |         | Attyka 37°42′55″N 24°03′25″E/37,715278 24,056944 | K (ii)(iv)                | 2014 | Tereny wokół Lawrio były głównym ośrodkiem wydobycia srebra w starożytnej i współczesnej Grecji. Złoża eksploatowano tu od ok. 3200 p.n.e. Wydobywano tu srebro, ołów i miedź na potrzeby cywilizacji egejskich a w V–IV w. p.n.e. na potrzeby Aten, m.in. do bicia tetradrachmy z wizerunkiem sowy. Kopalnie zostały opuszczone w VI w. Wydobycie podjęto ponownie w 1860 roku – kopalnie zamknięto w latach 90. XX w. |
| 5858    | Skamieniały Las na Lesbos Petrified Forest of Lesvos |         | Wyspy Egejskie Północne 39°12′13″N 25°52′28″E/39,203611 25,874444 | K, P (vi)(vii)(viii)(x)   | 2014 | „Skamieniały Las” na wyspie Lesbos złożony z setek skrzemieniałych pni drzew iglastych i owocowych, stających lub leżących, na terenie 15 tys. ha. Są to pozostałości subtropikalnego lasu, jaki występował tu ok. 18.5 milionów lat temu, i który został przykryty materiałem z erupcji okolicznych wulkanów. Znajduje się tu najwyższe stojące skamieniałe drzewo na świecie o wysokości 7,20 m i obwodzie pnia 8,58. Pierwsze wzmianki o skamieniałościach na Lesbos pochodzą z zapisów Teofrasta z Eresos (ok. 370–287 p.n.e.).                                                                                           |
| 5860    | Stanowisko archeologiczne starożytnej Mesini Archaeological site of Ancient Messene |         | Region Peloponez 37°10′26″N 21°55′12″E/37,173889 21,920000 | K (i)(iii)(vi)            | 2014 | Stanowisko archeologiczne z pozostałościami starożytnego miasta Mesini, założonego w 369 r. p.n.e. przez tebańskiego generała Epaminondasa, stolicy Mesenii. Zachowały się m.in. mury obronne z wieżami i bramami na odcinku 9,5 km, budynki użyteczności publicznej, asklepiejon (III–II w. p.n.e.). Zrekonstruowano m.in. stadion, odeon, buleuterion i agorę. |
| 5860    | Minojskie centra pałacowe: Knossos, Fajstos, Malia, Kato Zakros Kydonia Minoan Palatial Centres (Knossos, Phaistos, Malia, Zakros, Kydonia) |         | Kreta 35°17′53″N 25°09′47″E/35,298056 25,163056 35°03′04,0″N 24°48′52,7″E/35,051103 24,814633 35°17′34,3″N 25°29′35,4″E/35,292869 25,493153 35°05′52,7″N 26°15′39,8″E/35,097981 26,261061 35°30′58,6″N 24°01′09,8″E/35,516278 24,019375 | K (ii)(iii)(vi)           | 2014 | Kultura minojska (2800–1100 p.n.e.) stworzyła wiele ośrodków pałacowych, z których wiele zostało zniszczonych podczas potężnych trzęsień ziemi pod koniec epoki brązu. Ośrodki te były centrami politycznymi, gospodarczymi, społecznymi i religijnymi. Były budowane w monumentalnym stylu i miały złożoną strukturę architektoniczną (labirynt). Ośrodki miały w centrum wielkie dziedzińce, wokół których stawiano wielopiętrowe budowle mieszczące m.in. apartamenty mieszkalne, skarbce, archiwa, sanktuaria, warsztaty, tworząc miasto. Znajdowały się w nich rezydencje władców, domy rzemieślników, kupców i pisarzy. |
| 5861    | Stanowisko archeologiczne Nikopolis Archaeological site of Nikopolis |         | Epir 39°00′30″N 20°44′01″E/39,008333 20,733611 | K (ii)(iv)(vi)            | 2014 | Stanowisko archeologiczne z pozostałościami starożytnego miasta Nikopolis, założonego przez cesarza rzymskiego Oktawiana Augusta, aby upamiętnić zwycięstwo w bitwie pod Akcjum w 31 r. pn.e.. Zachowały się m.in. ruiny akropolu, odeonu, nimfeum, stadionu i akweduktu. |
| 5862    | Większy obszar góry Olimp The broader region of Mount Olympus |         | Macedonia Środkowa 40°05′00″N 22°21′00″E/40,083333 22,350000 | K, P (vi)(viii)(ix)(x)    | 2014 | Olimp (2918 m n.p.m.) – najwyższy szczyt najwyższego masywu górskiego Grecji, którego obszar, dzięki specyficznemu mikroklimatowi charakteryzuje się dużym zróżnicowaniem terenu i wegetacji. Obszar Olimpu został objęty ochroną w 1938 roku – utworzono tu park narodowy. Według wierzeń starożytnych Greków Olimp był siedzibą 12 bogów z Zeusem na czele, muz i charyt. |
| 5864    | Obszar wokół jezior Prespa: Megali i Mikri Prespa z bizantyńskimi i po-bizantyńskimi zabytkami The Area of the Prespes Lakes: Megali and Mikri Prespa which includes Byzantine and post-Byzantine monuments                                                                                                 |         | Macedonia Zachodnia 40°54′00″N 21°02′00″E/40,900000 21,033333 | K, P (ii)(iv)(vii)(ix)(x) | 2014 | Region jeziora Prespa znajduje się na terenie parku narodowego. W X w. władca państwa bułgarskiego Samuel Komitopul ufundował na wyspie Agios Achilleios bazylikę, gdzie przechowywano relikwie św. Achillesa. W XI w. cesarz bizantyjski Bazyli II Bułgarobójca podbił tereny Prespy, wzniósł dwie fortece i ustanowił siedzibę arcybiskupstwa ochrydzkiego. |
| 5865    | Park Narodowy Samarii Gorge of Samaria National Park |         | Kreta 35°16′16″N 23°57′41″E/35,271111 23,961389 | P (vii)(viii)(ix)(x)      | 2014 | Park Narodowy Samarii został założony w 1962 roku. Otacza on wąwóz Samarii (13 km długości), gdzie występuje m.in. kreteńska dzika koza zwana agrimi, orłosęp, orzeł przedni, żbik kreteński i podkowiec południowy. |
| 5866    | Forteca na Spinalondze Fortress of Spinalonga |         | Kreta 35°16′20″N 25°44′55″E/35,272222 25,748611 | K (i)(ii)(iv)(vi)         | 2014 | XVI-wieczna forteca wenecka na wyspie Spinalondze. |
| 5867    | Starożytne wieże Morza Egejskiego: Wieża Chimery, Naksos Wieża Agios Petros, Andros Wieża Agia Triada, Amorgos Biała Wieża na Sifnos Biała Wieża na Serifos Wieża Agia Marina na wyspie Kiea Wieża Drakanou na Ikarii Wieża na Kastelorizo Wieża na Ro Wieża na Santorynie Ancient Towers of the Aegean Sea |         | Naksos, Wyspy Egejskie Południowe 36°59′45,2″N 25°31′11,9″E/36,995901 25,519974 Andros, Wyspy Egejskie Południowe 37°53′41,0″N 24°45′34,3″E/37,894729 24,759528 Amorgos, Wyspy Egejskie Południowe 36°47′32,8″N 25°48′05,0″E/36,792445 25,801391 Sifnos, Wyspy Egejskie Południowe 36°55′57,2″N 24°44′16,8″E/36,932551 24,738005 Serifos, Wyspy Egejskie Południowe 37°08′50,2″N 24°27′07,1″E/37,147270 24,451975 Kiea, Wyspy Egejskie Południowe 37°36′59,8″N 24°18′11,5″E/37,616622 24,303191 Ikaria, Wyspy Egejskie Północne 37°41′14,2″N 26°21′40,4″E/37,687285 26,361214 Kastelorizo, Wyspy Egejskie Południowe 36°08′52,8″N 29°34′37,0″E/36,147995 29,576937 Ro, Wyspy Egejskie Południowe 36°09′24,5″N 29°30′10,1″E/36,156801 29,502804 Santoryn, Wyspy Egejskie Południowe 36°07′00″N 29°38′00″E/36,116667 29,633333 | K (iii)(iv)               | 2014 | Na licznych wyspach Morza Egejskiego zachowały się pozostałości starożytnych wież kamiennych z ok. IV–III w. p.n.e. Wieże te najczęściej służyły celom obronnym (czasami były elementem większych umocnień) lub celom komunikacji – transmisji sygnałów świetlnych. |
| 5868    | Antyczne teatry greckie Teatr Dionizosa Teatr w Oropos Teatr w Epidauros Teatr w Megalopolis Teatr w Argos Teatr w Delfach Teatr w Eretrii Teatr w Larisie Teatr w Delos Teatr na wyspie Milos Teatr w Lindos Teatr w Oiniades Teatr w Dodonie Teatr w Apterze Teatr w Maronii Ancient Greek Theatres       |         | Ateny, Attyka 37°58′13,4″N 23°43′39,8″E/37,970383 23,727730 Attyka 38°17′29,7″N 23°50′43,2″E/38,291581 23,845344 Peloponez 37°35′45,6″N 23°04′45,1″E/37,596000 23,079200 Peloponez 37°24′36,6″N 22°07′38,1″E/37,410170 22,127258 Peloponez 37°37′53,8″N 22°43′10,6″E/37,631600 22,719600 Grecja Środkowa 38°28′56,8″N 22°30′02,5″E/38,482450 22,500706 Grecja Środkowa 38°23′55,0″N 23°47′26,3″E/38,398603 23,790644 Tesalia 39°38′25,1″N 22°24′54,9″E/39,640315 22,415256 Cyklady, Wyspy Egejskie Południowe 37°23′49,3″N 25°16′05,2″E/37,397040 25,268105 Wyspy Egejskie Południowe 36°44′16,2″N 24°25′15,7″E/36,737823 24,421035 Wyspy Egejskie Południowe 36°05′23,6″N 28°05′11,7″E/36,089886 28,086576 Grecja Zachodnia 38°24′34,6″N 21°11′56,5″E/38,409614 21,199028 Epir 39°32′47,4″N 20°47′15,7″E/39,546492 20,787700 Kreta 35°27′40,6″N 24°08′29,2″E/35,461272 24,141436 Macedonia Wschodnia i Tracja 40°52′44″N 25°31′09″E/40,878783 25,519250 | K (i)(ii)(iii)(iv)(v)(vi) | 2014 | |